# Diego Benito
Diego Benito Rey (ur. 25 sierpnia 1988 w Madrycie) – hiszpański piłkarz występujący na pozycji pomocnika w Albacete Balompié.

## Statystyki klubowe
| Sezon   | Klub              | Kraj      | Liga               | Mecze | Bramki |
| ------- | ----------------- | --------- | ------------------ | ----- | ------ |
| 2010/11 | Rayo Vallecano    | Hiszpania | Segunda División   | 2     | 0      |
| 2010/11 | Rayo Vallecano B  | Hiszpania | Segunda División B | 18    | 2      |
| 2011/12 | Rayo Vallecano    | Hiszpania | Segunda División   | 4     | 0      |
| 2011/12 | Rayo Vallecano B  | Hiszpania | Segunda División B | 23    | 0      |
| 2012/13 | Getafe B          | Hiszpania | Segunda División B | 4     | 1      |
| 2013/14 | Albacete Balompié | Hiszpania | Segunda División B | 18    | 0      |
| 2014/15 | Albacete Balompié | Hiszpania | Segunda División   | 17    | 0      |
| 2015/16 | Albacete Balompié | Hiszpania | Segunda División   | 22    | 0      |

Stan na: 5 czerwca 2016 r.